# Amy Nixon
Amy Nixon (* 29. September 1977 in Saskatoon, Saskatchewan) ist eine ehemalige kanadische Curlerin.
Nixons größter Erfolg war der Gewinn der Bronzemedaille bei den Olympischen Winterspielen 2006 in Turin. Sie spielte an der Position Third im Team neben Skip Shannon Kleibrink, Second Glenys Bakker, Lead Christine Keshen und Alternate Sandra Jenkins. Eine weitere Bronzemedaille gewann sie bei der Weltmeisterschaft 2012 als Third im kanadischen Team um Skip Heather Nedohin. Bei der Weltmeisterschaft 2016 spielte sie als Third im Team von Chelsea Carey und wurde mit der kanadischen Mannschaft Vierte.
Nixon spielte seit der Saison 2015/2016 im Team von Chelsea Carey und gewann bei der kanadischen Meisterschaft (Tournament of Hearts) 2017 die Bronzemedaille. Unmittelbar nach dem Turnier erklärte sie ihren Rücktritt vom aktiven Curling-Sport.